# ناحیه دوور، شهرستان اولمستد، مینه سوتا
ناحیه دوور (به انگلیسی: Dover Township) یک منطقهٔ مسکونی در ایالات متحده آمریکا است که در شهرستان اولمستد، مینه‌سوتا واقع شده‌است.
 ناحیه دوور ۸۹٫۶ کیلومتر مربع مساحت و ۴۴۰ نفر جمعیت دارد و ۳۴۸ متر بالاتر از سطح دریا واقع شده‌است.